# Soon-Tek Oh
Soon-Tek Oh (kor. 오순택, Oh Sun-taek), także Soon-Teck Oh lub Soon-Taik Oh (ur. 29 czerwca 1932 w Mokpo, zm. 4 kwietnia 2018 w Los Angeles) – koreańsko-amerykański aktor i reżyser teatralny. Podkładał głos jako Fa Zhou w filmie animowanym Disneya Mulan (1998) i jego sequelu Mulan II (2004). Grał sadystycznego pułkownika Yina w sensacyjnym filmie przygodowym Zaginiony w akcji 2: Początek (1985) z Chuckiem Norrisem w roli głównej. Wystąpił także w wielu serialach telewizyjnych, w tym Gwiezdne wrota, MacGyver, M*A*S*H, Aniołki Charliego, Airwolf, Magnum, Hawaii Five-O, Kung Fu, Zorro i Dotyk anioła. 

## Wczesne lata
Urodził się w Mokpo, w Korei Południowej. Mylnie brany za Japończyka z powodu okupacji japońskiej tego regionu Korei w tamtym czasie. Uczęszczał do szkoły średniej w Gwangju. W 1959 przeprowadził się do Stanów Zjednoczonych. Studiował na University of California, Los Angeles, aktorstwo trenował w Neighborhood Playhouse. 

## Kariera
W 1976 wystąpił na deskach teatru broadwayowskiego w sztuce Stephena Sondheima Pacific Overtures, za co zebrał pozytywne opinie krytyki. Występował w serialach telewizyjnych oraz filmach pełnometrażowych, często współpracował z Chuckiem Norrisem. W filmie szpiegowskim Człowiek ze złotym pistoletem (The Man with the Golden Gun, 1974) wcielił się w postać porucznika Hipa, sprzymierzeńca superszpiega Jamesa Bonda (w tej roli Roger Moore). 
Wystąpił jako Lee w telewizyjnej ekranizacji powieści Johna Steinbecka ABC Na wschód od Edenu (East of Eden, 1981) z Jane Seymour i Bruce’em Boxleitnerem. Zagrał w filmie akcji Człowiek prezydenta (The President’s Man, 2000) jako generał Vinh Tran, bezwzględny porywacz i morderca, torturujący dzielnego żołnierza, imieniem Deke Slater (Dylan Neal). Ponadto pojawił się w filmach: Życzenie śmierci 4 (Death Wish 4: The Crackdown, 1987), Końcowe odliczanie (The Final Countdown, 1980). Podkładał głos m.in. w: Mulan (1998), Mulan II (2004).
W 1995 założył koreańsko-amerykańską grupę teatralną Society of Heritage Performers, która później przekształciła się w zespół Lodestone Theatre Ensemble.  Od 2005 był profesorem katedry w Seoul Institute of the Arts.

## Śmierć
Zmarł 4 kwietnia 2018 w Los Angeles w wieku 85 lat, po długiej walce z chorobą Alzheimera.

## Filmografia

### Filmy
- 1974: Człowiek ze złotym pistoletem (The Man with the Golden Gun) jako Hip
- 1980: Końcowe odliczanie (The Final Countdown) jako Simura
- 1985: Zaginiony w akcji 2: Początek (Missing in Action 2) jako pułkownik Yin
- 1987: Życzenie śmierci 4 (Death Wish 4: The Crackdown) jako detektyw Phil Nozaki
- 1988: Żółta gorączka jako Kitao
- 1997: Wielki biały ninja jako Sensei
- 1998: Mulan jako Fa Zhou (głos)
- 2000: Człowiek prezydenta (The President’s Man) jako generał Vinh Tran
- 2004: Mulan II jako Fa Zhou (głos)

### Seriale TV
- 1968–1979: Hawaii Five-O jako Robert Kwon / David Chung / Chaing / Tom Wong / Vic Tanaka / Lao / Lewis Shen /
- 1971: Ironside jako Kwangsoo Yung
- 1973: Kung Fu jako Kwan Chen
- 1974: Kung Fu jako Yi Lien / Chen Yi
- 1975–1982: M*A*S*H jako Joon-Sung / Ralph / dr Syn Paik
- 1980–1981: Aniołki Charliego jako porucznik Torres
- 1981–1986: Magnum jako Gen. Nguyen Hue / dr Bill Su / dr Ling
- 1982: Opowieści złotej małpy jako Kenji Miura
- 1984–1985: Airwolf jako Minh / Tommy Liu
- 1985: Posterunek przy Hill Street jako Pak
- 1985: Cagney i Lacey jako Doo Koo Kang
- 1986: Dynastia jako Kai Liu
- 1986: Drużyna A jako Byron Chin
- 1987: Airwolf jako Hayashi
- 1988: MacGyver jako Raymond Ling
- 1992: Nieśmiertelny jako Kiem Sun
- 1992: Zorro jako Hiroshi
- 1993: Napisała: Morderstwo jako Kai Kuan
- 1994: W pułapce czasu jako Akiri
- 1994: Babilon 5 jako The Muta-Do
- 1994–1995: Legendy Kung Fu jako Bon Bon Hai
- 1996: One West Waikiki jako pan Kimura
- 1996: Nocny patrol jako Matsuo Sumaro
- 1997: Dotyk anioła jako Kim Chyung Kyung
- 1997: Świat według Ludwiczka jako buddyjski mnich
- 1997: Gwiezdne wrota jako Moughal
- 1997: Podróż do Ziemi Obiecanej jako Kim Chyung Kyung
- 1998: Misja w czasie jako dr Huan Chow Lee
- 2000: Bobby kontra wapniaki jako Monk (głos)
- 2001: Bez pardonu jako pułkownik Nguyen Duc Chin
- 2001: Dotyk anioła jako pan Aramaki